# Bad Köstritz
Bad Köstritz (do 1926 Köstritz) – miasto w Niemczech, w kraju związkowym Turyngia, w powiecie Greiz. Od 1543 roku w mieście działa browar Köstritzer Schwarzbierbrauerei warzący słynne w Niemczech ciemne piwo. Miasto pełni funkcję "gminy realizującej" (niem. "erfüllende Gemeinde") dla gminy wiejskiej Caaschwitz. Do 31 grudnia 2022 miasto pełniło również funkcję "gminy realizującej" dla gminy Hartmannsdorf, która dzień później została jego dzielnicą (Ortsteil).

## Osoby

### urodzone w mieście
- Heinrich Schütz (1585-1672), kompozytor

## Współpraca
Miejscowości partnerskie:
- Bad Arolsen, Hesja
- Bitburg, Nadrenia-Palatynat